# 에디에르 오캄포
에디에르 오캄포(스페인어: Édier Ocampo Vidal, 2003년 10월 3일~)는 콜롬비아의 축구 선수로, 아틀레티코 나시오날와 콜롬비아 연령별 대표팀에서 수비수로 활동하고 있다.

## 어린 시절
7세 때 수르 오리엔테에 입단했다. 13세에 아틀레티코 나시오날에 스카우트되었지만 무릎 부상으로 합류하지 못했지만 17세 이하 팀과의 경기에서 눈에 띄게되어 니시오날의 아카데미에서 자리를 제안받았다.

## 구단 경력
2022시즌 동안 카테고리아 프리메라 B 포르탈레사에 임대되었고 17경기에 출장했다.